# Death Atlas
Death Atlas è il settimo album in studio del gruppo musicale statunitense Cattle Decapitation, pubblicato il 29 novembre 2019 dalla Metal Blade Records.

## Descrizione
Si tratta del primo album realizzato con i nuovi componenti Belisario Dimuzio (chitarra ritmica) e Olivier Pinard (basso), e il primo della band registrato come quintetto. È inoltre il terzo album consecutivo dei Cattle Decapitation prodotto da Dave Otero.
Parlando della concezione dell'album, il cantante Travis Ryan ha detto:
Sempre lo stesso Ryan ha dichiarato che il concept dell'album è «l'insignificanza dell'umanità nonostante ciò di cui ci siamo autoconvinti. [...] Nel grande schema delle cose, la nostra specie è solo un pensiero fugace». Tema principale delle canzoni, intervallate da numerose tracce strumentali in modo da creare un filo conduttore tra un brano e l'altro, è infatti l'inesorabile distruzione della Terra per mano dell'uomo e l'impotenza dello stesso genere umano davanti a ciò.
Il disco è stato accolto positivamente dalla critica, e Loudwire lo ha inserito nella sua lista dei migliori 50 album del 2019.

## Tracce
Testi di Travis Ryan, musiche dei Cattle Decapitation.
1. Anthropogenic: End Transmission – 2:15
2. The Geocide – 3:43
3. Be Still Our Bleeding Hearts – 3:54
4. Vulturous – 4:59
5. The Great Dying – 1:12
6. One Day Closer to the End of the World – 3:47
7. Bring Back the Plague – 4:28
8. Absolute Destitute – 4:35
9. The Great Dying II – 1:05
10. Finish Them – 2:55
11. With All Disrespect – 4:31
12. Time's Cruel Curtain – 5:31
13. The Unerasable Past – 2:50
14. Death Atlas – 9:14

Traccia bonus nell'edizione giapponese
1. An Extreme Indifference to Human Life – 3:15

Tracce bonus nell'edizione limitata
CD
1. In the Kingdom of the Blind, the One-Eyed Are Kings (Dead Can Dance cover) – 4:10 (Brendan Perry, Lisa Gerrard)

Vinile 7"
1. An Extreme Indifference to Human Life – 3:15
2. In the Kingdom of the Blind, the One-Eyed Are Kings (Dead Can Dance cover) – 4:10 (Brendan Perry, Lisa Gerrard)

## Formazione
Gruppo
- Travis Ryan – voce; tastiera (tracce 5 e 9)
- Josh Elmore – chitarra solista
- Belisario Dimuzio – chitarra ritmica
- Olivier Pinard – basso
- Dave McGraw – batteria

Altri musicisti
- Riccardo Conforti – tastiera, sintetizzatore, percussioni (traccia 1)
- Melissa Lucas-Harlow – voce narrante (traccia 5)
- Dis Pater – tastiera, sintetizzatore, percussioni (traccia 13)
- Jon Fishman – voce narrante (traccia 13)
- Laure Le Prunenec – voce (traccia 14)

## Classifiche
| Classifica (2022)       | Posizione massima |
| ----------------------- | ----------------- |
| Australia (digital)     | 10                |
| Germania                | 56                |
| Stati Uniti             | 116               |
| Stati Uniti (hard rock) | 3                 |
| Stati Uniti (rock)      | 12                |
| Svizzera                | 97                |